# Pedrajas de San Esteban
Pedrajas de San Esteban é um município da Espanha na província de Valladolid, comunidade autónoma de Castela e Leão, de área 30,7 km² com população de 3558 habitantes (2007) e densidade populacional de 108,58 hab/km².

## Demografia
| Variação demográfica do município entre 1991 e 2004 | Variação demográfica do município entre 1991 e 2004 | Variação demográfica do município entre 1991 e 2004 | Variação demográfica do município entre 1991 e 2004 |
| --------------------------------------------------- | --------------------------------------------------- | --------------------------------------------------- | --------------------------------------------------- |
| 1991                                                | 1996                                                | 2001                                                | 2004                                                |
| 3123                                                | 3215                                                | 3258                                                | 3317                                                |